# Amphipoea grisescens-albo
Amphipoea grisescens-albo là một loài bướm đêm trong họ Noctuidae.